# مهدی دادپی
مهدی دادپی (زاده ۲ اردیبهشت ۱۳۱۹ – درگذشته ۲ مرداد ۱۳۸۸) از فرماندهان نیروی هوایی ایران در جنگ ایران و عراق و از مدیران خطوط هواپیمایی ایران در دهه هفتاد و هشتاد بود. او همچنین از اولین خلبانان مافوق صوت ایران و از اولین خلبانان و هنرآموزان هواپیمای جنگده اف ۴ بود که در دهه پنجاه هجری شمسی شاگردان بسیاری را در نیروی هوایی تربیت کرد. با آغاز جنگ تحمیلی به عنوان یکی از فرماندهان و طراحان عملیاتی نیروی هوایی ایران در هدایت وبرنامه‌ریزی عملیات‌های این نیرو، کمان ۹۹، مروارید و پشتیبانی هوایی منطقه جنوب، شرکت فعال داشت. آخرین سمت او در نیروی هوایی فرماندهی منطقه اول هوایی مهرآباد بود که تا زمان بازنشستگی در ۱۳۷۱ در این سمت به انجام وظیفه مشغول بود. بعد از بازنشستگی از نیروی هوایی به کار در خطوط هواپیمایی روی آورد و به عنوان مدیر عامل شرکت‌های کیش ایر، فراز قشم، کاسپین، مؤسس و رئیس هیئت مدیره هواپیمایی آریا انجام وظیفه کرد. او همچنین مؤسسه علمی فرهنگی ابوفاضل (وقف عام) مدرسه خلبانی آرتا کیش و دانشگاه جامع علمی کاربردی صنعت هوانوردی را بنیان‌گذاری نمود. او در مردادماه سال ۱۳۸۸ در یک سانحه هوایی در فرودگاه مشهد جان باخت.

## کودکی و نوجوانی
مهدی دادپی در دوم اردیبهشت ماه ۱۳۱۹ در محله درخونگاه تهران در یکی از خانواده‌های قدیمی بازار تهران به دنیا آمد. مادرش بانو عالم تاج لطیفی زنی فرهیخته و آموزگار و پدرش رضا دادپی کارمند وزارت دارایی بود.

## پیوستن به ارتش
با رسیدن به سن نظام وظیفه، با طی دورهٔ آموزشگاه گروهبانی کادر ثابت پیاده در سال ۱۳۳۸، جمعی واحد تازه تأسیس چتربازان ارتش شاهنشاهی تحت فرماندهی سرهنگ تراب ترکی در باغشاه شد. در این سال با مطالعه در مدرسه شبانه و گذراندن امتحانات متفرقه در حوزه شهرستان تهران دوره آموزش متوسطه را به پایان رساند. بعد از دریافت مدرک دیپلم وارد دانشکده افسری شد و به نیروی هوایی پیوست. بعد از طی آموزش‌های مقدماتی در مرکز آموزش‌های نیروی هوایی تحت فرماندهی تیمسار کمپانی برای ادامه تحصیل در رشته خلبانی عازم کشور آمریکا شد. او دوره زبان انگلیسی را در پایگاه هوایی لک لند در ایالت تگزاس آمریکا و دوره آموزش خلبانی را با هواپیمای مافوق صوت تی-۳۸ در پایگاه هوایی لافلین تگزاس گذراند. او بعد از اتمام دوره آموزشی به ایران بازگشت و دوره آموزشی هواپیمای F-۵تایگر را در ایران گذراند.

## سال‌های اول خدمت در نیروی هوایی
ستوان دوم مهدی دادپی بعد از طی دوره خلبانی جنگنده شکاری اف - ۵ تایگر جمعی پایگاه سوم شکاری همدان (نوژه) شد. او بعد از گذراندن دوره آموزشی خلبانی جنگنده شکاری بمب افکن اف - ۴ فانتوم به درجه ستوان یکمی نایل شد و به عنوان هنر آموزگار و استاد پرواز این هواپیما به پایگاه یکم شکاری مهرآباد منتقل شد. او در این پایگاه به عنوان استاد خلبان مشغول بکار شد و خلبانان شکاری بسیاری را تربیت کرد که در جنگ ایران و عراق شرکت فعال جستند. بعد از ترفیع به درجه سروانی، سروان مهدی دادپی به عنوان افسر عملیاتی گردان دوازده شکاری تاکتیکی به خدمت ادامه داد و برای طی دورهٔ فرماندهی گردان در Squadron Officer School در پایگاه هوایی ماکسول در مونتگمری آلاباما به آمریکا اعزام شد و این دوره را با موفقیت طی کرد. بعد از مراجعت به کشور او به عنوان فرمانده گردان یازدهم شکاری در منطقه مهرآباد و اولین فرمانده گردان شکاری تاکتیکی نود و یکم یا Sharks مستقر در پایگاه نهم شکاری بندرعباس انجام وظیفه کرد. در سال ۱۳۵۵او با بیش از ۳۷۵۰ ساعت بدون سانحه با هواپیمای اف-۴ فانتوم موفق به دریافت گواهینامهٔ ایمنی پرواز از شرکت مک دانلد داگلاس و تشویق نامه از معاونت عملیاتی نیروی هوایی شد. بعد از ترفیع به درجهٔ سرگردی به گروه مدیریت عملیات نیروی هوایی تحت فرماندهی تیمسار سرتیپ زلالی پیوست و تا پیروزی انقلاب اسلامی در بهمن ماه ۱۳۵۷ در این سمت به انجام وظیفه مشغول بود.

## خدمت در نیروی هوایی جمهوری اسلامی ایران
در اسفندماه ۱۳۵۷ به دستور رئیس وقت ستاد نیروی هوایی سرگرد مهدی دادپی به عنوان فرمانده و سرپرست دانشجویان خلبانی نیروی هوایی ایران عازم شهر سن آنتونیو در تگزاس شد و تا قطع روابط سیاسی دو کشور ایران و آمریکا به دنبال بحران گروگان‌گیری در فروردین ماه ۱۳۵۹ و اخراج کارگزاران و دیپلمات‌های ایرانی از آمریکا در این کشور باقی ماند. بعد از قطع رابطه سیاسی ایران و آمریکا به اتفاق دانشجویان خلبانی به ایران بازگشتند. بعد از مراجعت به ایران فرماندهی وقت نیروی هوایی سرگرد مهدی دادپی را به فرماندهی پایگاه ششم شکاری بوشهر منصوب کرد و او بلافاصله عازم این شهر شد تا به بی‌نظمی موجود در پایگاه بوشهر خاتمه دهد.

## جنگ ایران و عراق ۱۳۶۷–۱۳۵۹
به دنبال حمله نیروی هوایی عراق به فرودگاه‌ها و مراکز نظامی کشور در ۳۱ شهریورماه ۱۳۵۹ مهدی دادپی به عنوان فرمانده پایگاه ششم شکاری بوشهر در اجرای عملیات کمان ۹۹ یا حمله ۱۴۰ فروندی و برنامه‌ریزی و اجرایی عملیات مروارید شرکت داشت. او تا پایان عمر از عملیات مروارید به عنوان یکی از موفق‌ترین عملیات آفندی در جنگ یاد می‌کرد که در آن یگان‌های نیروی دریایی و هوایی ایران با بیرون کشیدن شناورهای نیروی دریایی عراق از پناهگاهشان در بندر بصره این نیرو را منهدم کردند. با ترفیع به درجه سرهنگ دومی مهدی دادپی تا سال ۱۳۶۰ دربوشهر به انجام وظیفه مشغول بود و در این سال به‌عنوان جانشین معاونت عملیاتی نیروی هوایی منصوب شد. در این سمت در طراحی و هدایت عملیات رزمی نیروی هوایی در منطقه جنوب و در قرارگاه خاتم الانبیاء شرکت فعال داشت. سمت بعدی او فرماندهی منطقه اول هوایی مهرآباد بود که در این سمت علاوه بر شرکت فعال در طراحی و هدایت عملیات رزمی پروژه‌های رفاهی بسیاری را برای بهبود شرایط زندگی پرسنل نیروی هوایی به بهره‌برداری رساند. او در سال ۱۳۶۴ برای گذراندن دوره فرماندهی و ستاد از طرف نیروی هوایی به دانشگاه فرماندهی و ستاد ارتش جمهوری اسلامی (دافوس) معرفی شد و بعد از اتمام این دوره مجدداً به عنوان فرمانده منطقه اول هوایی مهرآباد منصوب شد.

## بازسازی و سازندگی در ایام صلح
با پایان جنگ و پذیرفته شدن قطعنامه ۵۹۸ از سوی ایران مهدی دادپی به درجه سرتیپ دومی ترفیع پیدا کرد و با برنامه‌ریزی بزرگ‌ترین رژه هوایی بعد از پیروزی انقلاب اسلامی در مهرماه ۱۳۶۷ آن را به اجرا گذاشت. در سال‌های بعد از جنگ به عنوان فرمانده منطقه اول هوایی بر بازسازی و اجرای پروژه‌های سازندگی مختلف درمنطقه مهرآباد و سایر ایستگاه‌ها و مناطق وابسته نظارت داشت که از آن جمله می‌توان به ساخت مساجد مهرآباد و سه راه آذری، مدرسه مسکونی منطقه هاگ، اورهال هواپیمای سی یکصد و سی، بازسازی و اورهال هواپیماهای جنگنده شکاری اف – ۴ و اف – ۵ و پروژه سوخت رسانی هوایی هواپیمای اف –۵ اشاره کرد. با توجه به مأموریت زمان صلح نیروی هوایی برای مشارکت در سازندگی کشور مهدی دادپی در فعال سازی شرکت هواپیمایی ساها نقش کلیدی ایفا کرد و این شرکت در کنار خطوط هوایی موجود به ارائه خدمات ترابری هوایی مشغول شد. با حمله عراق به کویت و اشغال این کشور از اولین فرماندهان نیروی هوایی بود که پیش‌بینی کرد نیروی هوایی عراق برای فرار از نیروی هوایی ائتلاف به فضای هوایی ایران پناه خواهد آورد و واحدهای تحت فرمانش را به حالت آماده باش درآورد. با وقوع زلزله رودبار اولین فرمانده نیروی هوایی بود که برای تخمین زیان رسیده به فرودگاه رشت عازم منطقه شد و از پست فرماندهیش در منطقه مهرآباد فرماندهی هدایت عملیات هوایی کمک رسانی به زلزله زدگان و ارسال کمک‌های خارجی به منطقه را به عهده گرفت. این عملیات از نظر حجم پروازهای انجام شده و ایمنی پروازی جز یکی از موفق‌ترین برنامه‌های کمک رسانی هوایی در مقیاس جهانی‌است که با عملیات کمک رسانی به زلزله زدگان ارمنستان در سال پیش از آن مقایسه می‌شود.

## پایان خدمت در نیروی هوایی
در سال ۱۳۷۰ به پاس رشادت‌هایش در دوران دفاع مقدس نشان درجه دوم رشادت فتح به تیمسار دادپی اعطا شد. او در خردادماه سال ۱۳۷۱ بعد از سی و سه سال خدمت در نیروی هوایی ایران به افتخار بازنشستگی نائل شد.

## فعالیت در خطوط هوایی کشور
مهدی دادپی بعد از بازنشستگی مدتی به زراعت روی آورد و در بندر کیاشهر آستانه اشرفیه به باغداری پرداخت. در سال۱۳۷۲ مسئولان منطقه آزاد کیش از او برای اداره شرکت هواپیمایی کیش ایر دعوت به عمل آوردند. کیش ایر از اولین خطوط هوایی نیمه خصوصی ایران بود که در سال ۱۳۶۷ فعالیت خود را آغاز کرده بود ولی به دلیل زیان ده بودن عملیات پروازیش در آستانه تعطیلی قرار داشت. در فاصله سال‌های ۱۳۷۳ تا ۱۳۷۶در سمت مدیر عامل هواپیمایی کیش ایر این شرکت را به یکی از اصلی‌ترین شرکت‌های هوایی کشور تبدیل کرد. در سال ۱۳۷۶ مدیر عاملی شرکت هواپیمایی تازه تأسیس فراز قشم را عهده‌دار شد و خطوط هوایی قشم را فعال نمود. در سال ۱۳۷۸ با کناره‌گیری از این شرکت فعالیت مستقل خود را با تأسیس شرکت هواپیمایی آریا آغاز نمود. در سال ۱۳۸۰مدرسه خلبانی آرتا کیش و دانشگاه جامع علمی کاربردی صنعت هوانوردی را به عنوان دو مرکز تربیت خلبانان و کادر فنی بنیان‌گذاری کرد. به دنبال موفقیت این مراکز و شرکت هواپیمایی آریا با توجه به باورهای مذهبی و اعتقادات قلبیش، در سال ۱۳۸۵ با تأسیس مؤسسه علمی فرهنگی ابوفاضل مجموعه مؤسسات شرکت هواپیمایی آریا، مدرسه خلبانی آرتا کیش و دانشگاه جامع علمی کاربردی صنعت هوانوردی را به همراه شرکت‌های تابعه، املاک و تجهیزات پروازی وقف نمود تا سود حاصله مطابق اساسنامه مؤسسه مذکور به مصرف برسد.

## سانحه هوایی مشهد
در دوم مردادماه سال ۱۳۸۸مهدی دادپی در سانحه هوایی هواپیمای ایلیوشین ۶۲ شرکت هواپیمایی آریا در فرودگاه مشهد جان سپرد. او روز چهارم مردادماه با احترام نظامی و با مشایعت اعضای خانواده، صدها تن از دوستان و هم قطارانش درجوار ابن بابویه در شهرری در کنار مادرش به خاک سپرده شد.

## خانواده
مهدی دادپی در سال ۱۳۵۲ با شوکت عبداللهیان ازدواج کرد. حاصل این ازدواج دو فرزند دختر و یک فرزند پسر بوده است. پسر او علی دادپی پس از اشتغال به تحصیل در رشته اقتصاد، اکنون استاد مهمان دانشکده مدیریت و اقتصاد دانشگاه صنعتی شریف و عضو هیئت علمی دانشگاه ایالتی کلایتون در ایالات متحده است.